# Montevago
Montevago er en italiensk by (og kommune) i regionen Sicilien i Italien, med omkring 2.695(2023) indbyggere. 